# Шотландская национальная антарктическая экспедиция
Шотландская национальная антарктическая экспедиция 1902—1904 гг. — антарктическая экспедиция, организованная и проходившая под руководством Уильяма Спирса Брюса, естествоиспытателя и бывшего студента-медика Университета Эдинбурга. Несмотря на то, что славу предприятия затмила проходившая в то же время экспедиция «Дискавери» Роберта Скотта, Брюс полностью выполнил запланированные геологоразведочные работы и научные изыскания. Достижения экспедиции включали создание первой в Антарктике обитаемой метеорологической станции и открытие новых земель к востоку от моря Уэдделла. Большое количество собранных биологических и геологических образцов, вместе с образцами из более ранних путешествий Брюса, привели в 1906 году к созданию Шотландской океанографической лаборатории.
Большую часть последнего десятилетия XIX века Брюс провёл в арктических и антарктических экспедициях и к 1899 году являлся самым опытным полярником Великобритании с более чем семилетним опытом. В марте того же года он подал заявку на участие в экспедиции «Дискавери», но не был принят из-за наличия собственных планов, не согласующихся с замыслом президента Королевского географического общества сэра Клемента Маркэма.
Шотландская экспедиция поддерживалась Королевским географическим обществом Шотландии. Предприятие описывалось как «наиболее экономически эффективная и тщательно спланированная научная экспедиция героической эпохи». Несмотря на это, Брюс не получил признания со стороны британского правительства, членам экспедиции было отказано в присвоении престижной Полярной медали, а попытки лоббирования их интересов ни к чему не привели. После достигнутого успеха Брюс более не проводил антарктических исследований, хотя и совершал регулярные экспедиции в Арктику. Сосредоточенность Брюса на серьёзных научных исследованиях не имела популярности в обществе, а его достижения, в отличие от полярных рекордов Скотта, Шеклтона и Амундсена, вскоре выветрились из общественного сознания.

## Предыстория
Студентом Брюс изучал естественные науки и океанографию, занимаясь на летних курсах под руководством известных преподавателей Патрика Геддеса и Джона Артура Томсона. Он также провёл некоторое время, помогая океанографу доктору Джону Мюррею классифицировать образцы, собранные им в ходе экспедиции на «Челленджере». В 1892 году Брюс прервал обучение и отправился в Антарктику на китобойном судне «Балена», входившем в китобойную экспедицию Данди 1892—1893 годов. По возвращении на родину он приступил к организации собственной экспедиции в Южную Георгию, однако не смог получить финансирование. Затем Брюс работал на метеорологической станции на вершине Бен-Невис, а после отбыл на Землю Франца-Иосифа в качестве научного ассистента в арктической экспедиции Джексона — Хармсворта. Между 1897 и 1899 годами он совершил несколько поездок в Арктику, на Шпицберген и Новую Землю, в главную очередь в рамках охотничьего рейда майора Эндрю Коутса. Позже Брюс продолжил путешествия по Арктике в статусе учёного на исследовательском судне «Принцесса Алиса», принадлежавшем принцу Монако Альберу, который, помимо прочего, считался известным океанографом. Альбер стал другом и сторонником Брюса Спирса.

### Ссора с Клементом Маркэмом
После возвращения из Арктики 15 марта 1899 года, Брюс написал письмо сэру Клементу Маркэму, президенту Королевского географического общества, в котором предложил свою кандидатуру научным сотрудником в Британской национальной антарктической экспедиции, бывшей тогда на стадии предварительного планирования. Ответом Маркэма было лишь однострочное уклончивое подтверждение получения должности, и Брюс в течение года не получил ничего другого. Позже ему посоветовали вновь предложить свою кандидатуру на пост научного ассистента. 21 марта 1900 года Брюс напомнил Маркэму о своём обращении годом ранее и раскрыл текущие намерения: «У меня есть надежда собрать достаточный капитал, чтобы мы могли взять в экспедицию второй корабль». Брюс предлагал послать второй корабль в море Уэдделла, тогда как основное судно под руководством Роберта Скотта должно было исследовать область моря Росса. Несколько дней спустя в другом письме он сообщил, что уже уверен в финансировании второго корабля из Шотландии. Он в первый раз открыто упоминал о «шотландской экспедиции». Это обеспокоило Маркэма, который ответил с некоторым раздражением: «Такое поведение будет пагубным для экспедиции […] Второй корабль совершенно не требуется […] Не знаю, почему началось это озорное соперничество». По возвращении Брюс отрицал соперничество и вопрошал: «Если мои друзья готовы дать денег, чтобы осуществить мои планы, я не вижу, почему я не должен принимать их помощь […] Многие люди утверждают, что второй корабль очень желателен». Не успокоившись, Маркэм написал в ответ: «Делая всё возможное, чтобы вас назначили (на пост в национальной антарктической экспедиции), я имел право предполагать, что вы бы не пошли на такой шаг […], по крайней мере, не посоветовавшись со мной». Он продолжал: «Вы навредите национальной экспедиции […], пытаясь выполнить свой план». Брюс ответил формально, сказав, что средства, собранные в Шотландии, не пошли бы на другие научные проекты. Переписка прервалась, а Брюс решил действовать независимо. В феврале 1901 года Маркэм послал короткую примирительную записку: «Теперь я могу смотреть на вещи с вашей точки зрения и желаю вам успехов». Эти настроения, однако, так и не прослеживались в последующем отношении Маркэма к шотландской экспедиции.
Брюс был поддержан влиятельной семьёй баронетов Коутс, которая согласилась финансировать экспедицию под его руководством.

## Подготовка

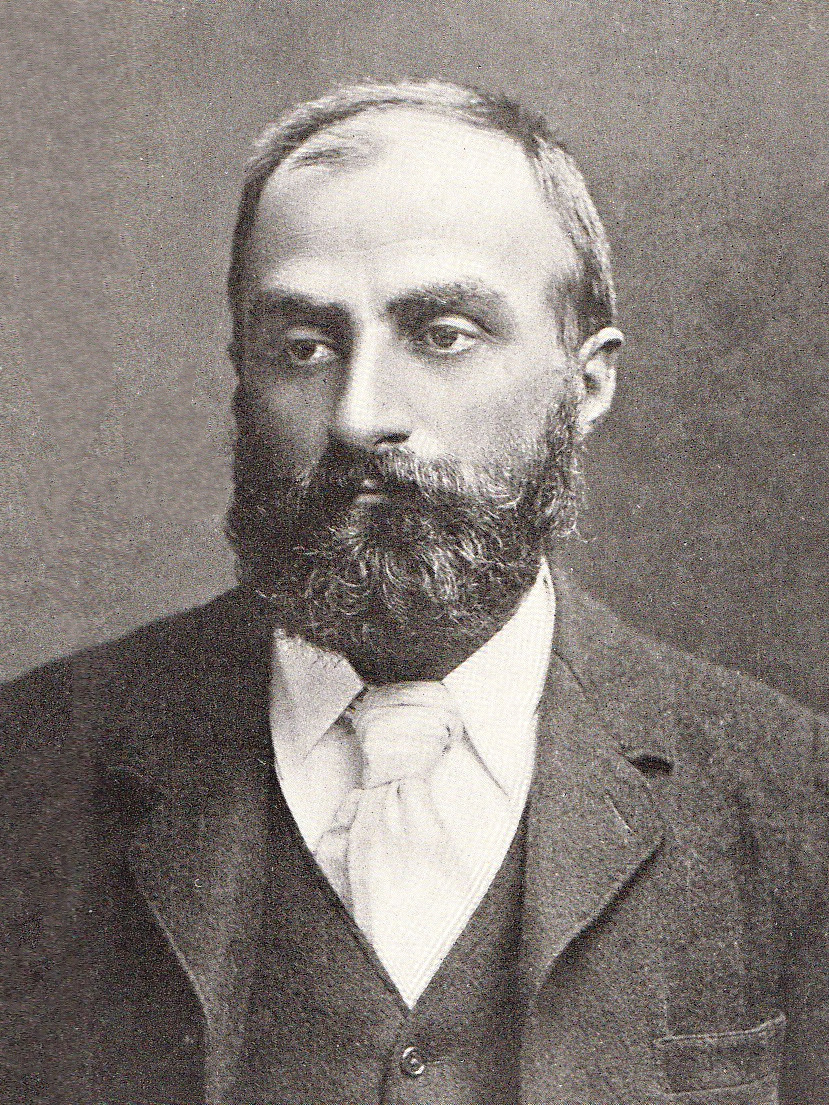
Уильям Брюс Спирс, глава экспедиции

### «Скотия»
Осенью 1901 года Брюс за 2620 фунтов приобрёл норвежское китобойное судно «Гекла». В течение следующих нескольких месяцев корабль был переделан и превращён в антарктическое научно-исследовательское судно с двумя лабораториями на борту, тёмной комнатой для проявки снимков и обширным комплектом специального снаряжения. Было установлено два механических барабана, на каждом из которых было намотано по 6000 морских саженей (36 000 футов; 11 000 м) троса для глубоководного траления морских животных. На судне имелось также оборудование для измерения глубины, для сбора образцов пород с морского дна и забора морской воды, для метеорологических и магнитных наблюдений. Корпус укреплён в поперечнике, чтобы противостоять давлению антарктического льда. Такелаж был заменён, и судно превратилось в барк, получив к тому же оснащение вспомогательными двигателями. Эта работа увеличила стоимость корабля до 16 700 фунтов и была оплачена семьёй Коутс, которая в общей сложности пожертвовала 30 000 при совокупных затратах экспедиции в 36 000 фунтов. Корабль был переименован в «Скотию», и в августе 1902 года судно было готово к ходовым испытаниям.

### Экипаж
Научный штат экспедиции состоял из шести человек, включая Брюса. Зоологом был Дэвид Уилтон, который, как и Брюс, числился некогда членом экспедиции Джексона — Хармсворта. Он приобрёл навыки передвижения на лыжах и собачьих упряжках, живя на протяжении нескольких лет в северной части России. Роберт Радмоз Браун из Университета Данди, бывший ранее помощником в ботаническом отделе Британского музея, стал ботаником экспедиции. Доктор Джеймс Харви Пири, который прежде состоял в штате экспедиции на «Челленджере» под руководством Джона Мюррея, занял посты геолога, бактериолога и судового врача. Роберт Моссмен возглавлял метеорологические и магнитные исследования, а студент-медик Аластер Росс стал таксидермистом.
Брюс назначил капитаном «Скотии» Томаса Робертсона. Робертсон был опытным антарктическим и арктическим моряком, некогда командовавшим китобойным судном «Активный» в китобойной экспедиции Данди. Остальные 25 человек, подписавшие трёхлетние контракты, все без исключения являлись шотландцами, множество раз ходившими в полярных водах во время китобойных промыслов.

### Цели
При подготовке экспедиции Брюс согласовал планы с руководителями других готовящихся экспедиций (Робертом Скоттом, Эрихом фон Дригальским и Отто Норденшёльдом), чтобы случайно не пересечься в Антарктике.
Проект экспедиции был опубликован в октябре 1902 года в шотландском географическом журнале «Scottish Geographical Magazine» и в журнале Королевского географического общества «Geographical Journal». Цели заключались в измерении глубин и проведении множества других исследований Южного океана, систематических наблюдениях и исследованиях в области метеорологии, геологии, биологии, топографии и физики, создании зимовочной станции «как возможно ближе к Южному полюсу». В издании «The Scotsman» незадолго до отправления экспедиции было указано, что она носит национальный характер: «Руководитель, все учёные и моряки экспедиции являются шотландцами, средства были собраны по большей части на той стороне границы, это продукт усилий добровольцев, и в отличие от экспедиции, которая также одновременно будет занята освоением Антарктики, они никому ничего не должны за правительственную помощь».

## Ход экспедиции

### Первый поход, 1902—1903 гг.
«Скотия» покинула причал шотландского города Труна 2 ноября 1902 года. По пути на юг она зашла в ирландский порт Дун-Лэаре, в порт Фуншал на Мадейре, а затем на острова Кабо-Верде. Была предпринята неудачная попытка высадиться на крошечном экваториальном архипелаге, известном как Сан-Паулу. Эта попытка чуть не стоила жизни геолога и врача экспедиции, Джеймса Харви Пири, который, после неудачного прыжка на берег, оказался в воде, кишащей акулами. 6 января 1903 года «Скотия» достигла Порта-Стэнли на Фолклендских островах, где пополнила запасы для дальнейшего плавания в Антарктику.

Остров Лори в восточном (правом) конце группы Южных Оркнейских островов

26 января «Скотия» отправилась к антарктическим водам. 3 февраля она столкнулась с тяжёлым паковым льдом в 25 милях (40 км) к северу от Южных Оркнейских островов и была вынуждена маневрировать. На следующий день «Скотия» смогла продолжить поход дальше на юг и высадить небольшой отряд на Остров Седла, являющийся одним из группы Южных Оркнейских островов, где было собрано большое количество ботанических и геологических экземпляров. Ледовая обстановка задержала судно до 10 февраля, после чего оно продолжило плавание на юг, «несясь вперёд при семи узлах под парусами». 17 февраля судно находилось на 64°18′ ю. ш. 23°09′ з. д., а уже пять дней спустя на 70°, в море Уэдделла. Вскоре после этого, из-за новых ледяных формирований и угрозы кораблю, Робертсон повернул на север, дойдя до 70°25′ ю. ш. 17°12′ з. д..
Не сумев достигнуть суши, экспедиционеры вынуждены были решать, где провести зиму. Вопрос вставал ребром, ведь вскоре море должно было замёрзнуть, и корабль рисковал оказаться в ледяной ловушке. Несмотря на первоначальную цель зимовать «как возможно ближе к Южному полюсу», Брюс решил направиться обратно к Южным Оркнейским островам и найти якорную стоянку там. Южные Оркнейские острова находились на удалении более чем в 2000 миль (3200 км) от Южного полюса, однако стоянка севернее имела свои преимущества. Ледовый плен не позволил бы проводить траление и измерение глубин в начале весны. Кроме того, острова были удачным местом для обустройства метеорологической лаборатории, а их относительная близость к Южно-Американскому материку открывала перспективу основания постоянной станции.

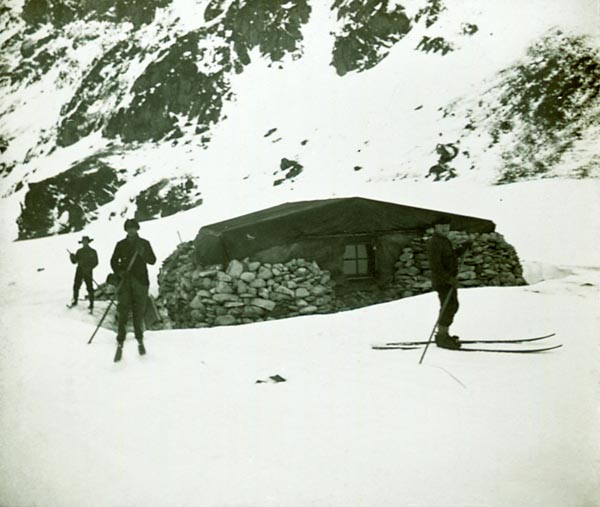
«Омонд-хаус»

Потребовался целый месяц трудного перехода под парусами, прежде чем «Скотия» достигла островов. После нескольких попыток найти подходящее место для стоянки с повреждённым льдом рулём, судно наконец вошло в защищённый залив на южном берегу острова Лори, самого восточного острова в цепи Южных Оркнейских островов. 25 марта судно благополучно бросило якорь в четверти мили от берега и было быстро подготовлено к зимней стоянке: двигатели демонтированы, котлы осушены, холщовый навес натянут над палубой. Брюс разработал всестороннюю программу деятельности, которая включала метеорологические наблюдения, траление для сбора морских образцов, ботанические походы и сбор биологических и геологических образцов. Главной задачей, выполненной в то время, было строительство каменного укрытия, окрещённого «Омонд-хаус» в честь Роберта Омонда, директора Эдинбургской королевской обсерватории, поддержавшего экспедицию. Это строение предназначалось для людей, которые должны были остаться на острове Лори и обслуживать предполагаемую метеорологическую лабораторию. Здание было построено из местных материалов с применением сухой кладки, а крышу для него соорудили из дерева и парусины. Законченный дом представлял собой квадрат со стороной 20 футов (6 м) с двумя окнами и был вполне пригоден для проживания шести человек. Радмоз Браун написал: «Учитывая, что у нас не было растворов и инструментов для каменных работ, это — чудесный и очень прочный дом. Я полагаю, что он простоит века…».
В целом члены экспедиции были полностью здоровы. Исключением был инженер корабля Аллан Рэмси, которого было решено высадить из-за проблем с сердцем на Фолклендских островах по дороге обратно на север. Однако Аллан решил остаться с экспедицией. Его здоровье ухудшалось, и сил становилось всё меньше. Аллан Рэмси умер 6 августа и был похоронен на острове.
К весне активность увеличилась: было организовано множество санных походов, в том числе к некоторым соседним островам. Для магнитных наблюдений была построена деревянная хижина. Также была возведена каменная пирамида в девять футов высотой, которую увенчали флаг Соединённого Королевства и Андреевский крест (флаг Шотландии). «Скотия», хотя и находилась на плаву, оставалась запертой в заливе в течение сентября, октября и начала ноября. Только 23 ноября сильные ветры взломали лёд и позволили судну выйти в открытые воды. Четыре дня спустя оно отбыло в Порт-Стэнли, оставив группу из шести человек под руководством Роберта Моссмена в «Омонд-хаусе».

### Буэнос-Айрес, 1903—1904 годы

Карта острова Лори с указанием местонахождения базы Оркадас

2 декабря экспедиция достигла Порта-Стэнли, где экипаж получил первые вести из внешнего мира. После недельного отдыха «Скотия» отправилась в Буэнос-Айрес, где её должны были отремонтировать и подготовить для второго сезона. Брюс намеревался убедить правительство Аргентины взять под свой контроль метеорологическую станцию на острове Лори. Во время путешествия в Буэнос-Айрес «Скотия» села на мель в устье Рио-де-ла-Плата. Только через несколько дней судно было снято с мели и доставлено в порт 24 декабря на буксире.
В течение следующих четырёх недель, в то время как корабль находился в сухом доке, Брюс вёл переговоры с аргентинским правительством по поводу будущего метеостанции. Ему оказывали содействие британский консул и доктор У. Г. Дэвис, находившийся на посту руководителя Аргентинской метеорологической службы. Британское министерство иностранных дел направило телеграмму, что не имеет возражений против предложения Брюса. 20 января 1904 года он подписал соглашение, согласно которому в первый год трое научных ассистентов от аргентинского правительства должны были быть доставлены на остров Лори и работать там в течение года под руководством Роберта Моссмена. Затем он официально передал здание «Омонд-хаус», всю мебель, провизию и всё магнитное и метеорологическое оборудование аргентинскому правительству. Станция получила новое название — база Оркадас. С тех пор она была перестроена и расширена в несколько раз.
Несколько членов экипажа вышли из состава экспедиции во время стоянки в Буэнос-Айресе: некоторые из-за болезни, а один был отчислен в связи с неподобающим поведением. На замену им были взяты местные моряки. «Скотия» отправилась к острову Лори 21 января и бросила якорь у берега 14 февраля. Неделю спустя, оставив на острове метеорологическую группу (год спустя они должны были вернуться в Аргентину на канонерской лодке «Уругвай»), «Скотия» отправилась во второй поход к морю Уэдделла.

### Второй поход, 1904 год

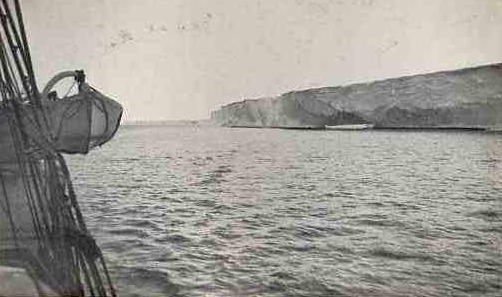
Побережье Земли Коутса, сфотографированное в 1915 году во время экспедиции сэра Эрнеста Шеклтона

«Скотия» направилась на юго-восток, к восточным водам моря Уэдделла. Погода была безветренная, а лёд обнаружили лишь за полярным кругом. Однако 3 марта тяжёлый лёд остановил быстрое продвижение судна на 72°18′ ю. ш. 17°59′ з. д.. Глубина по лоту составляла 1131 морскую сажень (6790 футов; 2068 м), по сравнению с 2500 саженями ранее. Это позволяло предположить, что судно приближается к земле. Через несколько часов экспедиция достигла ледяного барьера, который сделал невозможным движение на юго-восток. Ещё через несколько дней они подошли к южной оконечности барьера, пройдя приблизительно 150 миль (241 км). Измерение глубины на расстоянии двух с половиной километров от барьера показало всего 159 саженей (950 футов; 291 м), что явно указывало на близость земли. Очертания этой земли вскоре стали различимы на горизонте, и Брюс назвал её Земля Коутса в честь главного спонсора экспедиции. Это была первая обнаруженная восточная граница моря Уэдделла в высоких широтах, и было выдвинуто предположение, что море может быть значительно меньше, чем ранее предполагалось. Из-за состояния льда Брюс отказался от запланированного санного похода к Земле Коутса.

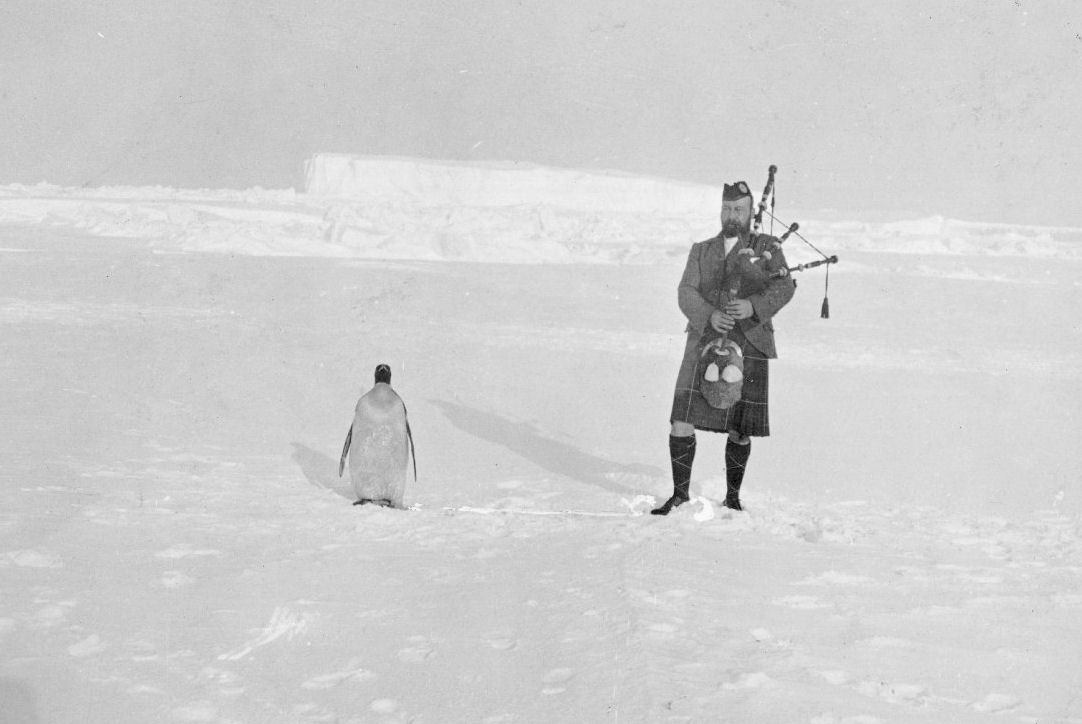
Гильберт Керр, участник Шотландской национальной антарктической экспедиции, играет пингвину на волынке, 25 марта 1904 года

9 марта 1904 года «Скотия» достигла самой южной точки (74°01′ ю. ш. 22°00′ з. д.) своего путешествия. Там она была заблокирована паковым льдом; появилась перспектива провести всю зиму в ледяной ловушке. Именно во время этого периода бездеятельности волынщик Гильберт Керр был сфотографирован за исполнением серенады пингвину. Однако 13 марта судно вырвалось на свободу и начало медленное движение в северо-восточном направлении, используя паровую машину. В этой части путешествия производились регулярные замеры глубины и траление для сбора образцов морского дна, что обеспечило составление всестороннего отчёта по океанографии и морской флоре и фауне моря Уэдделла.
«Скотия» направилась к Кейптауну по маршруту, который пролегал через остров Гоф, изолированный вулканический остров в составе архипелага Тристан-да-Кунья. Его никогда ранее не посещали учёные. 21 апреля Брюс и пять других членов экипажа провели день на берегу, собирая образцы. 6 мая судно бросило якорь в порту Кейптауна. После исследований в области Салданья-Бей, 24 мая «Скотия» пустилась в обратный путь. По пути корабль заходил в порт острова Святой Елены и гавань острова Вознесения, а 21 июля 1904 года он вошёл в воды реки Клайд.

## Реакция на экспедицию
Члены экипажа были тепло встречены. Официальный приём для 400 человек состоялся в Морской биологической станции Миллпорта; Джон Мюррей прочитал поздравительную телеграмму от короля Эдуарда VII. Брюсу вручили золотую медаль Королевского шотландского географического общества, а капитан Робертсон был награждён серебряной медалью.
Особым достижением экспедиции являлась каталогизация более чем 1100 видов животных, 212 из которых ранее не были известны науке. Никакого официального одобрения из Лондона получено не было, там достижения шотландской экспедиции под влиянием Маркэма игнорировались или вовсе были опорочены. Благодаря стараниям Маркэма члены экспедиции не были удостоены престижной Полярной медали, которую всего через 2 месяца вручили всем членам экипажа «Дискавери» по его возвращении. В будущем Полярной медалью награждался сэр Эрнест Шеклтон после каждой своей экспедиции, а также члены австралийской экспедиции Дугласа Моусона. Брюс в течение долгих лет боролся с несправедливым пренебрежением к своей стране и предприятию, однако так и не преуспел. Сдержанность, проявленная Лондоном к его экспедиции, может быть также отчасти связана с открыто националистическим характером предприятия Брюса. В своём собственном вступительном слове к истории экспедиции, написанной Рудмосом Брауном, Брюс записал: «В то время как наука была талисманом экспедиции, Шотландия красовалась на её флаге; и быть может в стремлении служить человечеству, добавляя новое звено к золотой цепи науки, мы также показали, что шотландская нация — сила, с которой нужно считаться».

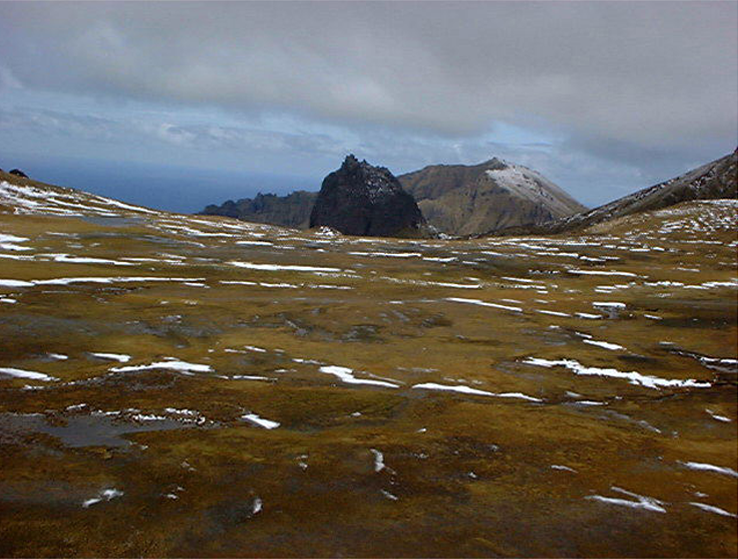
Остров Гоф, 2005 год

Важным достижением экспедиции стало создание в Эдинбурге Шотландской океанографической лаборатории, которая была официально открыта принцем Монако Альбером в 1906 году. Лаборатория служила сразу нескольким целям, в частности, она использовалась в качестве хранилища большого объёма биологических, зоологических и геологических образцов, которые были собраны во время экспедиции на «Скотии», а также в более ранних арктических и антарктических путешествиях Брюса. Лаборатория также служила базой, где готовились научные доклады, основанные на предприятии Брюса; местом, где могли встречаться полярные исследователи (Нансен, Амундсен, Шеклтон — все они побывали там); штабом планирования и организации других шотландских полярных предприятий. Предложение о преобразовании лаборатории в постоянный Шотландский национальный океанографический институт не получило поддержки, и в связи с нехваткой финансирования Брюс был вынужден закрыть лабораторию в 1919 году, а её экспонаты отдать в Королевский шотландский музей, Королевское шотландское географическое общество и университет Эдинбурга.
Брюс, хотя и продолжал посещать Арктику с научными и коммерческими целями, никогда более не возглавлял собственных экспедиций. Планы по пересечению Антарктиды реализованы им не были из-за отсутствия финансирования. Брюсу потребовалось много лет, чтобы закончить все научные доклады, большинство из которых были опубликованы в промежутке между 1907 и 1920 годами, а один том был опубликован лишь в 1992 году. Брюс Спирс умер в 1921 году в возрасте 54 лет. К тому времени экспедицию на «Скотии» едва ли помнили даже в Шотландии: она оставалась в тени полярных приключений Скотта и Шеклтона. В книгах об их приключениях история шотландского предприятия, как правило, удостаивалась лишь краткой заметки или даже сноски в примечаниях, при этом мало внимания уделялось её достижениям. Сам Скотт отрицал, что слава «Дискавери» затмила экспедицию на «Скотии», и подчёркивал, что цели экспедиций были различными, ведь Брюс желал исследовать море Уэдделла, тогда как Скотт — побережье моря Росса. Брюсу не хватало харизмы, он не имел необходимых навыков общения в обществе («…колючий, как шотландский чертополох», писал о нём его лучший друг), зато мог похвастаться наличием влиятельных недоброжелателей. Тем не менее, по словам океанографа профессора Тони Райса, экспедиция Брюса выполнила «более исчерпывающую и всестороннюю программу, чем любая предыдущая или современная антарктическая экспедиция». В 1932 году одно из морей Южного океана получило название в честь экспедиционного корабля «Скотия».
Экспедиционный корабль «Скотия» был реквизирован во время Первой мировой войны и служил в качестве грузового судна. 18 января 1916 года на нём произошёл пожар, погубивший корабль на отмели в Бристольском канале. Сто лет спустя после предприятия Брюса, в 2003 году, современная шотландская экспедиция использовала информацию, собранную своими предшественниками, в качестве основы для изучения изменения климата в Южной Георгии на протяжении прошлого столетия. Члены предприятия утверждали, что их вклад в международные дебаты по глобальному потеплению будет достойным свидетельством значимости забытой полярной экспедиции.

## Комментарии
1. ↑  Приблизительно 210 000 фунтов по меркам 2013 года[18].
2. ↑  Приблизительно 1 340 000 фунтов по меркам 2013 года[18].
3. ↑  Наличие земли в этом месте позднее было подтверждено экспедициями Вильгельма Фильхнера (1911—1913) и Эрнеста Шеклтона (1914—1917).
4. ↑  В 1906 году Брюс заявил, что его собственная медаль принадлежит учёным и членам команды экспедиции[60].